# Metal Masters Tour
Il Metal Masters Tour è stato un breve tour americano del 2008 dei quattro gruppi heavy metal Judas Priest, Motörhead, Heaven & Hell e Testament.
I gruppi hanno presentato i loro ultimi lavori, rispettivamente Nostradamus, The Rules of Hell, Motörizer e The Formation of Damnation.

## Date
| Data       | Luogo                           | Città                       | Paese                 |
| ---------- | ------------------------------- | --------------------------- | --------------------- |
| 06/09/2008 | Susquehanna Bank Center         | Camden (New Jersey)         | Stati Uniti d'America |
| 07/09/2008 | Nissan Pavilion                 | Bristow (Virginia)          | Stati Uniti d'America |
| 09/09/2008 | PNC Bank Arts Center            | Holmdel (New Jersey)        | Stati Uniti d'America |
| 10/09/2008 | Nikon at Jones Beach            | Wantagh (New York)          | Stati Uniti d'America |
| 13/09/2008 | Molson Amphitheatre             | Toronto                     | Canada                |
| 15/09/2008 | Mohegan Sun Arena               | Uncasville (Connecticut)    | Stati Uniti d'America |
| 16/09/2008 | Post-Gazette Pavilion           | Pittsburgh (Pennsylvania)   | Stati Uniti d'America |
| 18/09/2008 | DTE Energy Music Theatre        | Clarkston (Michigan)        | Stati Uniti d'America |
| 19/09/2008 | First Midwest Bank Amphitheatre | Tinley Park (Illinois)      | Stati Uniti d'America |
| 21/09/2008 | OKC Zoo Amphitheatre            | Oklahoma City (Oklahoma)    | Stati Uniti d'America |
| 22/09/2008 | Superpages.com Amphitheatre     | Dallas (Texas)              | Stati Uniti d'America |
| 23/09/2008 | Cynthia Woods Mitchell Pavilion | The Woodlands (Texas)       | Stati Uniti d'America |
| 24/09/2008 | Verizon Wireless Amphitheatre   | Selma (Texas)               | Stati Uniti d'America |
| 27/09/2008 | Journal Pavilion                | Albuquerque (Nuovo Messico) | Stati Uniti d'America |
| 28/09/2008 | Cricket Wireless Pavilion       | Phoenix                     | Stati Uniti d'America |
| 30/09/2008 | Glen Helen Pavilion             | San Bernardino              | Stati Uniti d'America |
| 31/09/2008 | Shoreline Amphitheatre          | Mountain View (California)  | Stati Uniti d'America |

## Scalette

### Testament
1. The New Order
2. Over The Wall
3. More Than Meets The Eye
4. Electric Crown
5. Practice What You Preach

### Motörhead
1. Dr. Rock (o Rock Out)
2. Stay Clean
3. Be My Baby
4. Killers
5. Metropolis
6. Over the Top
7. In the Name of Tragedy
8. Just 'Cos You Got the Power (o Going to Brazil)
9. Killed by Death
10. Ace of Spades
11. Overkill

### Heaven & Hell
1. E5150
2. The Mob Rules
3. Children of the Sea
4. I
5. Sign of the Southern Cross
6. Ear in the Wall (solo nella prima tappa)
7. Drum Solo
8. Time Machine
9. Falling off the Edge of the World
10. Guitar Solo
11. Die Young
12. Heaven and Hell
13. Neon Knights (non eseguita in ogni show)

### Judas Priest
1. Dawn of Creation
2. Prophecy
3. Metal Gods
4. Eat Me Alive
5. Between The Hammer And The Anvil
6. Devil's Child
7. Breaking The Law
8. Hell Patrol
9. Death
10. Dissident Aggressor
11. Angel
12. The Hellion
13. Electric Eye
14. Rock Hard Ride Free
15. Sinner
16. Painkiller
17. Hell Bent For Leather
18. The Green Manalishi (With The Two-Pronged Crown)
19. You've Got Another Thing Comin'

## Formazione

### Judas Priest
- Rob Halford - voce
- Glenn Tipton - chitarra
- K.K. Downing - chitarra
- Ian Hill - basso
- Scott Travis - batteria

### Heaven & Hell
- Ronnie James Dio - voce
- Tony Iommi - chitarra
- Geezer Butler - basso
- Vinny Appice - batteria

### Motörhead
- Lemmy Kilmister - basso, voce
- Phil Campbell -  chitarra
- Mikkey Dee - batteria

### Testament
- Chuck Billy - voce
- Eric Peterson - chitarra ritmica
- Alex Skolnick - chitarra ritmica e solista
- Greg Christian - basso
- Paul Bostaph - batteria